# Waxhaw (Caroline du Nord)
Waxhaw est une ville américaine située dans le comté d'Union dans l'État de Caroline du Nord. En 2010, sa population était de 9 859 habitants.
C'est la ville natale du septième Président des États-Unis Andrew Jackson.

## Démographie
| 1900 | 1910 | 1920 | 1930 | 1940 | 1950 |
| ---- | ---- | ---- | ---- | ---- | ---- |
| 752  | 602  | 750  | 840  | 611  | 818  |

| 1960 | 1970  | 1980  | 1990  | 2000  | 2010  |
| ---- | ----- | ----- | ----- | ----- | ----- |
| 729  | 1 248 | 1 208 | 1 294 | 2 625 | 9 859 |

## Source de la traduction
- (en) Cet article est partiellement ou en totalité issu de l’article de Wikipédia en anglais intitulé « Waxhaw, North Carolina » (voir la liste des auteurs).